# 南非鉤嘴鰨
南非鉤嘴鰨為輻鰭魚綱鰈形目鰨亞目鰨科的其中一種，分布於東南大西洋納米比亞至南非半鹹水、海域，體長可達15公分，棲息在沿海底層水域、河口區，生活習性不明。
其种加词“capensis”意为“南非开普省的/好望角的”。